# Hockey sur gazon aux Jeux olympiques d'été de 2000
Navigation
Atlanta 1996 Athènes 2004
Cette page présente les résultats des épreuves de hockey sur gazon aux Jeux olympiques d'été de 2000. 
Deux épreuves figuraient au programme, une masculine et une féminine 

## Liste des épreuves
- Épreuve masculine
- Épreuve féminine

## Épreuve masculine
| Médaille           | Joueurs | Pays         |
| ------------------ | --- | ------------ |
| Médaille d'or      | Ronald Jansen, Erik Jazet, Wouter van Pelt, Bram Lomans, Diederik van Weel, Stephan Veen, Jeroen Delmee, Jacques Brinkman, Remco van Wijk, Teun de Nooijer, Jaap-Derk Buma, Peter Windt, Sander van der Weide, Piet-Hein Geeris, Marten Eikelboom, Guus Vogels | Pays-Bas     |
| Médaille d'argent  | Kim Yoon, Ji Seong-Hwan, Seo Jong-Ho, Kim Chel-Hwan, Kim Yong-Bae, Han Hyung Bae, Kim Kyung-Seok, Kim Jung-Chul, Song Seung-Tae, Kang Keon-Wook, Kong Keon-Wook, Hwang Jong-Hyun, Lim Jung-Woo, Jeon Jong-Ha, Jeon Hong-Kwon, Yeo Woon-Kon, Lim Jong-Chun      | Corée du Sud |
| Médaille de bronze | Michael Brennan, Adam Commens, Jason Duff, Troy Elder,James Elmer, Damon Diletti, Lachlan Dreher, Paul Gaudoin, Jay Stacy, Daniel Sproule, Stephen Davies, Michael York, Craig Victory, Stephen Holt, Matthew Wells, Brent Livermore                           | Australie    |

## Épreuve féminine
| Médaille           | Joueurs | Pays      |
| ------------------ | --- | --------- |
| Médaille d'or      | Alyson Annan, Juliet Haslam, Alison Peek, Claire Mitchell-Taverner, Kate Starre, Katie Allen, Lisa Carruthers, Rechelle Hawkes, Clover Maitland, Rachel Imison, Angie Skirving, Julie Towers, Renita Garard, Jenny Morris, Katrina Powell, Nikki Hudson                          | Australie |
| Médaille d'argent  | Mariela Antoniska, Agustina Garcia, Magdalena Aicega, Paz Ferrari, Anabel Gambero, Ayelen Stepnik, Inés Arrondo, Luciana Aymar, Vanina Oneto, Jorgelina Rimoldi, Karina Masotta, Paola Vukojicic, Laura Maiztegui, Mercedes Margalot, Maria de la Paz Hernandez, Cecilia Rognoni | Argentine |
| Médaille de bronze | Clarnda Sinnige, Macha van der Vaart, Julie Deiters, Fatima Moreira de Melo, Hanneke Smabers, Dillianne van de Boogaard, Margje Teeuwen, Mijntje Donners, Ageeth Boomgaardt, Myma Veenstra, Minke Smabers, Carole Thate, Fleur van de Kieft, Minke Booij, Daphne Touw            | Pays-Bas  |